# Hook Me Up (dal)
A Hook Me Up egy dal a The Veronicas elnevezésű ausztrál duótól második, Hook Me Up című albumáról. Producere Greg Wells volt, a korong első kislemezeként jelent meg 2007. augusztus 18-án digitális letöltés formájában. Az elektropop és dance stílusú dal változás a lányok előző pop-rock stílusú The Secret Life of… lemezétől. Szerzői Jessica Origliasso, Lisa Origliasso, Shelly Peiken és Wells voltak. A Hook Me Up témája elsősorban a stresszről való megfeledkezés.
A felvételt a kritikusok pozitív visszajelzésekkel értékelték táncparkett-barát hangzása miatt. Az ARIA kislemezlistáján első lett, ezzel a lányok kiadták első "aranyérmes" dalukat. A számhoz tartozó videóklipben egy bentlakásos iskola lázadásában vesznek részt a lányok. A dalt a 2008-as Australia Day Live Concert-en adták elő, illetve a Hook Me Up tour és Revenge Is Sweeter tour elnevezésű turnék állomásain 2007-ben és 2009-ben. Az ARIA Music Awards of 2008 "Highest Selling Single" (Legkeresettebb kislemez) díjára is jelölték az ikreket.

## Háttér és kompozíció
A Hook Me Up című számot a The Veronicas ikrei, Jessica és Lisa Origliasso szerezték Shelly Peiken és Greg Wells mellett, utóbbi a dal producere is volt. A kompozícióra elsősorban Los Angeleselektropop stílusú együttesei hatottak, akiknek hangzásvilágukat a lányok szerették volna átdolgozni saját zenéjükbe. Jessica így beszélt a dal mögött rejlő témáról: „Arról szól, hogy fáradt vagy, és meg akarsz szökni onnan, ahol az életben vagy, vagy éppen szórakozni akarsz, egy kapcsolatban, vagy az életben. Szerintem mi is keresztülmentünk ezen, mikor életünk kezdett kiteljesedni. Onnan, hogy senki nem tudta, kik vagyunk, teljesen az ellenkezőjébe.”
A dal egy elektropop és dance ötvözetű felvétel. G-mollban íródott. A számban megfigyelhető az elektropop mellett a techno stílus, illetve a gitárok, szintetizátorok és dobok használata. A felvétel elemeket tartalmaz a Tainted Love című dalból (Soft Cell).

## Videóklip

### Háttér
Scott Speer rendezésével elsősorban egy iskolai lázadást akartak a lányok felidézni. A The Veronicas így nyilatkozott a videó tartalmával kapcsolatban:
„Elmondtuk neki, miről szól a dal, erre azt felelte: „Szóval kitörés… mit szóltok egy lázadó iskolához?” […] A dal más , mint az első album hangzása, egy olyan videót akartunk, melyhez fiatalos és vidám, gyerekek is megértsék. A korábbi ötlet nem igazán a fiatal piac számára lett volna megfelelő.”

### A klip története
A videó egy iskolai lázadást idéz fel. A klip elején az épület külső területeiről láthatóak képek. A fiú és lány tanulók az épületen belül egy folyosón láthatóak, egy vonal különíti el őket egymástól. Egy tanár vezeti őket, miközben kamerák figyelik a tanulókat. A refrén kezdetekor Lisa és Jess színpadon állva adják elő a dalt, miközben a tanulók kifejezéstelenül néznek maguk elé. Egy újabb jelenetben a tanulók a tanteremben ülnek, miközben körülöttük őrök járkálnak, a tanár a táblát egy mutató pálcával üti. A lányok megkezdik a lázadást, a tanulók tárgyakat dobálnak a tanárra. A klip végén mindenki távozik az iskolából, az ikrekkel az élen. Ruhadarabjaikon a "V" jelzés vehető észre.

## Élő előadások
Többek között a ARIA Music Awards of 2007 díjátadón énekelték el a dalt október 21-én. Egy sárga iskolabuszból jelentek meg az ikrek, a kliphez hasonló ruhákban. Lisa és Jess énekelték a vokálokat, utóbbi gitárral kísérte az előadást. Együttesük szintetizátorral egészítette ki a műsort. A fellépés végén színes szalagok is megjelentek. Olyan további műsorokon is felléptek az ikrek, mint a Today és Rove. Canberra városában a 2008-as Australia Day Live Concert-en is előadták a számot, továbbá a Australia's Funniest Home Videos-on, Take 40 Live Lounge-n és Video Hits-en. A Hook Me Up tour és Revenge Is Sweeter tour dallistáján is helyet kapott.

## Megjelenési forma és számlista
iTunes kislemez
1. Hook Me Up– 2:57

CD kislemez
1. Hook Me Up – 2:57
2. Everything – 3:20
3. Insomnia – 3:28

## Közreműködők
- Dalszerzés – Jessica Origliasso, Lisa Origliasso, Shelly Peiken, Greg Wells
- Produkció – Greg Wells
- Hangszerek, programozás – Greg Wells, Fabien Waltmann, Sven Martin
- Felvétel – Drew Pearson
- Mérnök – Josh Alexander
- Vokál – Jessica Origliasso, Lisa Origliasso
- Keverés – Greg Wells

## Megjelenések
| Ország       | Dátum                | Formátum           |
| ------------ | -------------------- | ------------------ |
| Ausztrália · | 2007. augusztus 18.  | Digitális letöltés |
| Ausztrália · | 2007. augusztus 27.  | Rádió              |
| Ausztrália · | 2007. szeptember 22. | CD kislemez        |